# Княжево (Болгарія)
Кня́жево (болг. Княжево) — село в Хасковській області Болгарії. Входить до складу общини Тополовград.

## Населення
За даними перепису населення 2011 року у селі проживали 357 осіб.
Національний склад населення села:
| Національність   | Кількість осіб | Відсоток |
| ---------------- | -------------- | -------- |
| болгари          | 284            | 87,9%    |
| цигани           | 20             | 6,2%     |
| турки            | 6              | 1,9%     |
| інша             | 10             | 3,1%     |
| не визначились   | 3              | 0,9%     |
| Всього відповіли | 323            |          |

Розподіл населення за віком у 2011 році:
Динаміка населення: